# Fuzuli (Azerbaijão)
Fizuli (em azeri: Füzuli) é um dos cinquenta e nove rayons nos que subdivide politicamente a República do Azerbaijão. A cidade capital é a cidade de Füzuli.
Se encontra sob controle da República de Artsaque e da Armênia desde o fim da Guerra de Nagorno-Karabakh.

## Território e população
Este rayon é possuidor una superfície de 1.386 quilômetros quadrados, os quais são o lugar de uma população composta por unas 140,900 pessoas. Por onde, a densidade populacional se eleva a cifra dos 75,75 habitantes por cada quilômetro quadrado deste rayon.

## Economia
A região está dominada pela agricultura. Se destaca a produção de vinhos, hortaliças e cereais e pecuária. Há uma série de indústrias lácteas, uma pré-fabricadora de concreto armado para obras e canteiros. A menor escala se elaboram produtos como genever e vinho.

## Transporte
Há alguns caminhos e rodovias, a maioria sem asfalto.

## ligações externas
- State Statistical Committee of Azerbaijan Republic. Population of Azerbaijan